# Козлова, Ольга Александровна
Ольга Александровна Козлова (1950—2016) — судья Верховного суда Российской Федерации.

## Биография
Родилась 13 февраля 1950 года в Москве.
В 1973 году — окончила Всесоюзный юридический заочный институт.
С 1967 по 1981 годы — работала в Государственном арбитраже при Московском областном исполнительном комитете, с 1972 года — государственным арбитром.
С 1981 по 1992 годы — государственный арбитр Государственного арбитража при Совете Министров РСФСР.
В 1992 году — назначена судьей Высшего арбитражного суда Российской Федерации (ВАС РФ), с 1995 года — председатель первого судебного состава, занимавшегося договорными спорами.
В июне 2014 года после упразднения ВАС РФ была назначена судьей Судебной коллегии по экономическим спорам Верховного суда РФ.
Умерла 12 апреля 2016 года.

## Награды
- Орден Почёта
- Медаль «Ветеран труда»
- Медаль «В память 850-летия Москвы»
- Медаль «За заслуги перед судебной системой Российской Федерации» I и II степени